# 第一个核武器研制基地旧址
第一个核武器研制基地旧址位于中国青海省海北藏族自治州海晏县西海镇，2001年被列为第五批全国重点文物保护单位。

## 歷史
基地于1957年选址。
1958年5月批准建设。
1958年10月移民迁出。
1958年11月，第二机械工业部筹建“二二一厂”。中国第一颗原子弹和第一颗氢弹均在此研制成功。
1962年4月，青海省与国家第二机械工业部商定：在当地建立地方政权，名称为“青海省人民委员会矿区办事处”（简称青海矿区），行使地专级地方行政权力，作为省人民委员会的派出机关，但不作为一级地方政权组织。办事处的主要任务是，负责基地的生活供应、社会治安、民政司法工作。1962年第四季度，青海省人民委员会矿区办事处正式成立。
1965年4月，国务院正式批准：设立青海省人民委员会矿区办事处，作为省人民委员会的派出机构。
1967年8月，青海省人民委员会矿区办事处改称青海省矿区革命委员会。
1980年7月，青海省政府根据国家民政部和二机部的意见，将青海省矿区革命委员会改为青海省矿区办事处，作为省人民政府的派出机关，行使地区行政权力，但不作为一级政权组织。办事处与221厂“一套机构、两个名称”，人员编制属工厂。
1987年6月，国务院办公厅、中央军委办公厅联合下发《转发国家计委和国防科工委关于撤销核工业部青海221厂的请示的通知》（国办发(87)40号），批准撤销221厂。
1989年，青海省批准：撤销青海省人民政府矿区办事处，其所辖地区（即221厂厂区）由海北州海晏县管辖。
1993年5月，221厂所属的同宝牧场移交海北州政府，有60万亩草场，有2.7万只羊，3600头牛，有牧民900多人。
1993年7月，经青海省批准，海北州政府等机关由门源县浩门镇相继迁驻。
1994年6月，中国核工业总公司国营221厂（含同宝牧场）与青海省海北藏族自治州正式签订移交协议。
1995年11月，青海省人民政府批准在海晏县原221厂基地设立西海镇。

## 建築

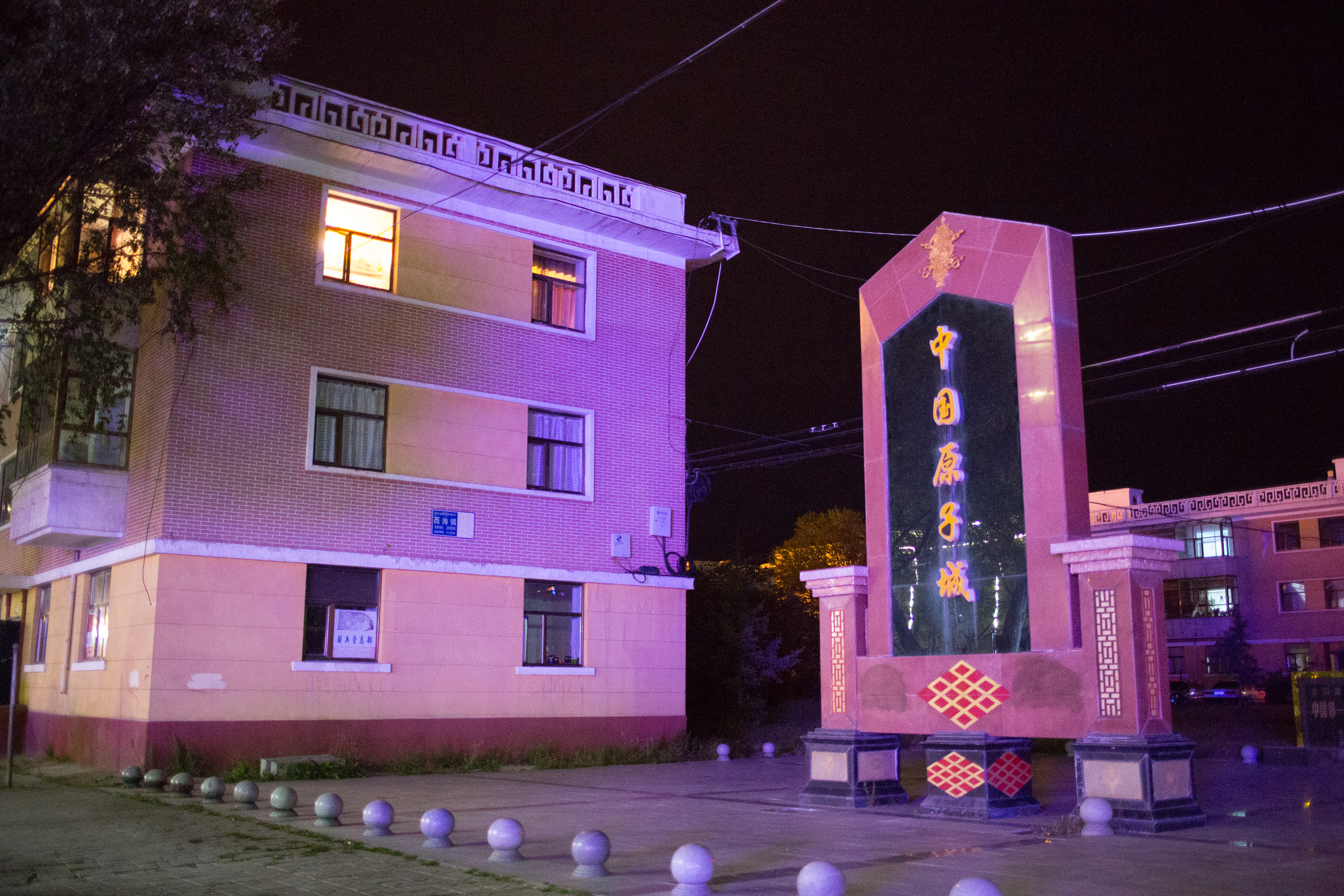
黄楼和纪念碑

基地占地570平方千米，有18个厂区（甲区），4个生活区（乙区），建筑面积56.4万平方米。现基地内的纪念性及标志性建筑基本保存完好，其中包括中国第一个核武器研制基地纪念碑、两弹元勋所住的将军楼和专家楼、甲区内的办公楼和科研楼、全弹轰爆的试验场、第一颗原子弹起运上车的上星站、六号哨、影剧院、填埋坑和核退役工程纪念碑、七个分厂等。